# Serge Audier
Pour les articles homonymes, voir Audier.
Serge Audier est un philosophe et professeur de philosophie français. Il enseigne actuellement au sein de l'université de Nice

## Biographie

### Formation
Ancien élève du lycée Henri-IV, premier prix de composition française au concours général en 1987 et premier prix de philosophie au concours général en 1988, Serge Audier intègre l’École normale supérieure (promotion L1990), obtient l'agrégation de philosophie (1994) et devient docteur en philosophie (2000) avec une thèse qui obtient le prix Raymond-Aron 2001.

### Carrière
Ancien pensionnaire de la fondation Thiers, ancien membre junior de l'Institut universitaire de France (IUF), il a longtemps été maître de conférences au département de philosophie de Paris-Sorbonne (2003-2023). Depuis 2023, il est professeur des universités au sein de l'université de Nice. Il est nommé membre senior de l'IUF en 2024.

### Axes de recherche
Spécialisé en philosophie morale et politique, sa recherche se développe depuis les années 1990 suivant quatre axes, critiques et reconstructeurs : une critique et généalogie du néolibéralisme, du néo-conservatisme et de la pensée conservatrice ; une histoire et philosophie de la démocratie conflictuelle ; une exploration des théories de la République, du socialisme démocratique et républicain, du républicanisme social et des conceptions de la solidarité ; enfin, une philosophie de l’écologie.
À partir de 2017, Serge Audier entreprend en effet un travail important sur l'histoire des idées de l'écologie politique et du productivisme, complété par une philosophie de l’« éco-républicanisme » qu'il développe en 2020 dans La Cité écologique : pour un éco-républicanisme.

## Publications
- Les Théories de la République, Paris, La Découverte, coll. « Repères », 2004, 119 p. (ISBN 2-7071-3909-2) ; nouvelle édition augmentée, 125 p.  (ISBN 978-2-7071-7850-3)
- Raymond Aron : la démocratie conflictuelle, Paris, Michalon, coll. « Le bien commun », 2004, 123 p. (ISBN 2-84186-223-2)
- Tocqueville retrouvé : genèse et enjeux du renouveau tocquevillien français  (Ouvrage tiré de la thèse de l'auteur), Paris, J. Vrin / Éditions de l'École des hautes études en sciences sociales, coll. « Contextes », 2004, 319 p. (ISBN 2-7116-1630-4)
- Machiavel, conflit et liberté, Paris, J. Vrin / Éditions de l'École des hautes études en sciences sociales, coll. « Contextes », 2005, 313 p. (ISBN 2-7132-2075-0)
- Le Socialisme libéral, Paris, La Découverte, coll. « Repères : sciences politiques, droit », 2006, 121 p. (ISBN 2-7071-4711-7) ; nouvelle édition augmentée, 125 p.  (ISBN 978-2-7071-7819-0)
- Léon Bourgeois : fonder la solidarité, Paris, Michalon, coll. « Le bien commun », 2007, 125 p. (ISBN 978-2-84186-430-0)
- La Pensée anti-68 : essai sur une restauration intellectuelle, Paris, La Découverte, coll. « Cahiers libres », 2008, 379 p. (ISBN 978-2-7071-5337-1)
- Le Colloque Lippmann : aux origines du néo-libéralisme, Lormont, Le Bord de l'eau, coll. « Les voies du politique », 2008, 354 p. (ISBN 978-2-915651-94-2) ; nouvelle édition augmentée, précédée de « Penser le "néo-libéralisme" », 495 p.  (ISBN 978-2-35687-167-1)
- La Pensée solidariste. Aux sources du modèle social républicain, PUF, 2010, 340 p. (ISBN 978-2-13-057095-0)
- Néo-libéralisme(s) : une archéologie intellectuelle, Paris, Grasset, coll. « Mondes vécus », 2012, 628 p. (ISBN 978-2-246-73661-5)
- Penser le néolibéralisme : le moment néolibéral, Foucault et la crise du socialisme, Lormont, Le Bord de l'eau, coll. « Documents », 2015, 563 p. (ISBN 978-2-35687-403-0)
- (en) Avec Jurgen Reinhoudt, The Walter Lippmann Colloquium: The Birth of Neo-Liberalism, Palgrave, 2017, 212 p. (ISBN 3319658840)
- La Société écologique et ses ennemis : pour une histoire alternative de l'émancipation, Paris, La Découverte, 2017, 742 p. (ISBN 978-2-7071-9400-8), Prix de la Fondation de l'écologie politique 2017[12]
- L'Âge productiviste : hégémonie prométhéenne, brèches et alternatives écologiques, Paris, La Découverte, 2019, 967 p. (ISBN 978-2-7071-9892-1) Prix Paul-Ricœur 2019[13].
- La Cité écologique : pour un éco-républicanisme, Paris, La Découverte, 2020, 752 p. (ISBN 978-2-348059-80-3)[14] Prix des Rencontres philosophiques de Monaco 2021[15]
- L'Invention du néolibéralisme : histoire, concepts, controverses, vol. 1 : Devant la crise du libéralisme : du colloque Lippmann à la société du Mont Pèlerin, Lormont, BDL Editions, 2022, 514 p. (ISBN 978-2-35687-870-0).
- L'Invention du néolibéralisme : histoire, concepts, controverses, vol. 2 : Quel néolibéralisme ? : les "Pélerins" en quête d'hégémonie, Lormont, BDL Editions, 2023, 524 p. (ISBN 978-2-35687-871-7).
- Qu'est-ce que la philosophie ?, Monaco, Les Rencontres philosophiques de Monaco, 2023, 75 p. (ISSN 2414-3766).